# Resina de poliéster
Las resinas de poliéster son resinas sintéticas insaturadas formadas por la reacción de ácidos orgánicos dibásicos y alcoholes polihídricos. El anhídrido maleico es una materia prima de uso común con funcionalidad de diácido. Las resinas de poliéster se utilizan en el compuesto de moldeo de hojas, el compuesto de moldeo a granel y el tóner de las impresoras láser. Los paneles de pared fabricados con resinas de poliéster reforzadas con fibra de vidrio -el llamado plástico reforzado con fibra de vidrio (FRP)- se utilizan normalmente en restaurantes, cocinas, baños y otras áreas que requieren paredes lavables de bajo mantenimiento. También se utilizan ampliamente en aplicaciones de tuberías curadas en el lugar. Los Departamentos de Transporte de los EE. UU. también los especifican para su uso como recubrimientos en carreteras y puentes. En esta aplicación se conocen como recubrimientos de hormigón de poliéster PCO. Estos están usualmente basados en ácido isoftálico y cortados con estireno a altos niveles, usualmente hasta el 50%. Los poliésteres también se utilizan en adhesivos para pernos de anclaje, aunque también se utilizan materiales con base de epoxi. Muchas empresas han introducido y siguen introduciendo sistemas sin estireno, principalmente debido a problemas de olor. La mayoría de las resinas de poliéster son líquidos viscosos y de color pálido que consisten en una solución de un poliéster en un monómero que suele ser estireno.

### Poliéster no saturado
Los poliésteres insaturados son polímeros de condensación formados por la reacción de polioles (también conocidos como alcoholes polihídricos), compuestos orgánicos con múltiples grupos funcionales de alcohol o hidroxi, con ácidos dibásicos saturados o insaturados. Los polioles típicos que se utilizan son los glicoles como el etilenglicol; los ácidos utilizados son el ácido ftálico, el ácido isoftálico y el ácido maleico. El agua, un subproducto de las reacciones de esterificación, es continuamente removida, conduciendo la reacción a su finalización. El uso de poliésteres insaturados y aditivos como el estireno reduce la viscosidad de la resina. La resina inicialmente líquida se convierte en sólida mediante cadenas de reticulación. Esto se hace creando radicales libres en los enlaces insaturados, que se propagan en una reacción en cadena a otros enlaces insaturados en las moléculas adyacentes, enlazándolas en el proceso. Los radicales libres iniciales se inducen añadiendo un compuesto que se descompone fácilmente en radicales libres. Este compuesto se conoce normalmente e incorrectamente como el catalizador. Iniciador es el término más correcto. Las sales de cobalto se utilizan normalmente como un verdadero catalizador. Las sustancias utilizadas son generalmente peróxidos orgánicos como el peróxido de benzoilo o el peróxido de metiletilcetona.
Las resinas de poliéster son termoendurecibles y, al igual que otras resinas, se curan exotérmicamente. Por consiguiente, el uso excesivo de iniciador, especialmente con un catalizador presente, puede causar carbonización o incluso ignición durante el proceso de curado. El catalizador excesivo también puede hacer que el producto se fracture o forme un material gomoso.

## Biodegradación
Se ha demostrado que los líquenes deterioran las resinas de poliéster, como se puede ver en los sitios arqueológicos de la ciudad romana de Baelo Claudia España.

## Ventajas
La resina de poliéster ofrece las siguientes ventajas: 
1. Adecuada resistencia al agua y a diversos productos químicos.
2. Adecuada resistencia a la intemperie y al envejecimiento.
3. Bajo costo.
4. Los poliésteres pueden soportar una temperatura de hasta 80 °C.
5. Los poliésteres tienen una buena humectación de las fibras de vidrio.
6. El encogimiento es relativamente bajo, entre el 4 y el 8% durante el curado.
7. La expansión térmica lineal varía entre 100–200 x 10−6 K−1.

## Desventajas
La resina de poliéster tiene las siguientes desventajas: 
1. Fuerte olor a estireno
2. Es más difícil de mezclar que otras resinas, como un epoxi de dos partes
3. La naturaleza tóxica de sus humos, y especialmente de su catalizador, el MEKP, plantea un riesgo de seguridad si no se utiliza la protección adecuada.
4. No es apropiado para unir muchos sustratos
5. La cura terminada es más débil que una cantidad igual de resina epoxi.